# Phyllophaga castineirasi
Phyllophaga castineirasi är en skalbaggsart som beskrevs av Garcia-vidal 1978. Phyllophaga castineirasi ingår i släktet Phyllophaga och familjen Melolonthidae. Inga underarter finns listade i Catalogue of Life.